# Telodrieschia galatheae
Telodrieschia galatheae är en ringmaskart som beskrevs av Kirkegaard 1995. Telodrieschia galatheae ingår i släktet Telodrieschia och familjen Polynoidae. Inga underarter finns listade i Catalogue of Life.